# Disco Zonofono
Disco Zonofono è stata una casa discografica italiana, sezione della International Zonophone.

## Storia
La Disco Zonofono o Zonofono, nacque come filiale italiana della International Zonophone, fondata negli Stati Uniti a Cameden nel 1899 da Frank Seaman. Fu acquisita nel 1903 dalla Columbia Records, successivamente dalla Victor Talking Machine, infine dalla Gramophone Company divenuta poi EMI Records.
In Italia pubblicò per lo più dischi di musica lirica, tra i quali alcuni registrati da Enrico Caruso.

## I dischi pubblicati

### 78 giri incisi solo da un lato
| Numero di catalogo | Anno | Interprete                              | Titolo                                                |
| ------------------ | ---- | --------------------------------------- | ----------------------------------------------------- |
| X 207              | 1902 | Oreste Mieli e Ida Sambo                | Ci lascerem alla stagion dei fior                     |
| X 459              | 1902 | Berardo Cantalamessa e Olimpia d'Avigny | La risata                                             |
| X 1551             | 1903 | Enrico Caruso                           | Luna fedel                                            |
| X 1552             | 1903 | Enrico Caruso                           | Una furtiva lagrima                                   |
| X 1553             | 1903 | Enrico Caruso                           | E lucean le stelle                                    |
| X 1555             | 1903 | Enrico Caruso                           | La donna è mobile                                     |
| X 1834             | 1903 | Oreste Mieli e Ida Sambo                | Brindisi da La Traviata di Verdi                      |
| X 1835             | 1903 | Oreste Mieli e Ida Sambo                | Solenne in quest'ora da La forza del destino di Verdi |
| X 1837             | 1903 | Oreste Mieli e Ida Sambo                | O dolce voluttà da Ruy Blas di Marchetti              |